# Bestsellery Empiku 2023
Bestsellery Empiku 2023 – 25. edycja polskich nagród kulturalnych Bestsellerów Empiku, honorująca dokonania w 2023 roku. Ceremonia ich wręczenia odbyła się 13 lutego 2024 i była transmitowana na żywo przez TVN. Jej prowadzącym był Marcin Prokop. Rozszerzoną wersję gali, emitowaną na YouTube, poprowadzili Julia Wieniawa, Aleksandra Domańska i Damian Tkaczuk.

## Przebieg

### Występy
Dyrektorem muzycznym ceremonii był Michał „Fox” Król. Podczas gali wystąpili:

- Daria Zawiałow – „Z Tobą na chacie”
- Kwiat Jabłoni – „Od nowa”
- Daria Zawiałow – „Fifi Hollywood”
- Avi – „Nieskończoność”
- Julia Wieniawa i Dawid Tyszkowski – „Nie całuj”
- Kortez – „Nie było to pisane nam”
- Nosowska – „Ledwie wczoraj”
- Kacperczyk – „Jakbym zjadł mentosy i popił je colą”
- Kwiat Jabłoni – „Byłominęło”
- Kacperczyk i Brodka – „Pokolenie końca świata”, „Monika”
- Kaśka Sochacka – „Madison”
- Kortez, Daria ze Śląska i Avi – „Pamięć do złych słów”, „Mały książę”

### Prezenterzy
Prezenterzy podczas gali:
- Maria Dębska i Arkadiusz Jakubik – wręczenie nagród w kategoriach filmowych
- Artur Rojek i Sokół – wręczenie nagród w kategoriach muzycznych
- Katarzyna Bonda i Szczepan Twardoch – wręczenie nagród w kategoriach książkowych
- Joanna Okuniewska i Karol Paciorek – wręczenie nagrody w kategorii internetowy twórca roku
- Magdalena Koleśnik i Piotr Stramowski – wręczenie nagród w kategoriach audio
- Ralph Kaminski i Jakub Skorupa – wręczenie nagrody w kategorii odkrycie roku: muzyka
- Magdalena Boczarska i Kaja Klimek – wręczenie nagrody w kategorii odkrycie roku: film
- Dorota Wellman i Grzegorz Piątek – wręczenie nagrody w kategorii odkrycie roku: literatura
- Marcin Prokop i Ewa Szmidt-Belcarz – wręczenie nagród w kategoriach artystka/artysta muzyczny roku i pisarka/pisarz roku

## Laureaci i nominacje
Źródło:

### Muzyka
| Rock | Pop |
| --- | --- |
| - Memento Mori – Depeche Mode - 72 Seasons – Metallica - Hackney Diamonds – The Rolling Stones - Męskie Granie 2023 – różni wykonawcy - Rush! – Måneskin | - Naucz mnie tańczyć – Kortez - Bankiet u Sanah – Sanah - Did You Know That There’s a Tunnel Under Ocean Blvd – Lana Del Rey - Dziewczyna pop – Daria Zawiałow - Pokaz slajdów – Kwiat Jabłoni |
| Rap i hip-hop | |
| - 1-800-Oświecenie – Taco Hemingway - Mały Książę – Avi - Na waszych oczach – Polska Wersja - PROXL3M – PRO8L3M - STYXXX – ReTo                          | |

### Film
| Kino polskie | Kino familijne |
| --- | --- |
| - Chłopi – DK Welchman i Hugh Welchman - Filip – reżyseria: Michał Kwieciński - Teściowie 2 – reżyseria: Kalina Alabrudzińska - Uwierz w Mikołaja – reżyseria: Anna Wieczur - Zielona granica – reżyseria: Agnieszka Holland | - Kot w butach: Ostatnie życzenie – reżyseria: Joel Crawford - Między nami żywiołami – reżyseria: Peter Sohn - Spider-Man: Poprzez multiwersum – reżyseria: Joaquim Dos Santos i Kemp Powers - Super Mario Bros. Film – reżyseria: Aaron Horvath - Wonka – reżyseria: Paul King |

### Książka
| Literatura piękna | Kryminał i thriller |
| --- | --- |
| - Nie mylić z miłością – Katarzyna Nosowska - Cudowne lata – Valerie Perrin - Dawno temu w Warszawie – Jakub Żulczyk - Sydonia. Słowo się rzekło – Elżbieta Cherezińska - Zanim wystygnie kawa. Opowieści z kawiarni – Toshikazu Kawaguchi | - Uwięziona – B.A. Paris - Kukułcze jajo – Camilla Läckberg - Kult – Camilla Läckberg i Henrik Fexeus - Widmo Brockenu – Remigiusz Mróz - Za wszelką cenę – Harlan Coben |
| Literatura obyczajowa i young adult | Literatura faktu |
| - Rodzina Monet. Królewna, tom 2, część 1 – Weronika Anna Marczak - Co wyszeptał nam deszcz – Joanna Balicka - Different. Students, tom 2 – Aleksandra Negrońska - For sure not you. Westwood Academy, tom 1 – Weronika Ancerowicz - My Beloved Monster – Marta Łabęcka | - Chłopki. Opowieść o naszych babkach – Joanna Kuciel-Frydryszak - Cieszę się, że moja mama umarła – Jennette McCurdy, tłumaczenie: Magdalena Moltzan-Małkowska - Najlepsze miejsce na świecie – Jacek Bartosiak - Prezydent. Aleksander Kwaśniewski w rozmowie z Aleksandrem Kaczorowskim – Aleksander Kaczorowski - Ten drugi – Książę Harry, tłumaczenie zbiorowe |
| Literatura polska dla dzieci | |
| - Bebechy, czyli ciało człowieka pod lupą – Adam Mirek, ilustracje: Kasia Cerazy - Bądź sobą, Pinku! Książka o asertywności i stawianiu granic dla dzieci i dla rodziców trochę też – Urszula Młodnicka, ilustracje: Agnieszka Waligóra - Budowa Twojego ciała. Co jest czym i jak działa – Róża Hajkuś, ilustracje: Paweł Gierliński - Magiczne drzewo. Zaginiona para, tom 13 – Andrzej Maleszka - Sekretna historia ludz… skarpetek, tom 2 – Justyna Bednarek, ilustracje: Daniel de Latour | |

### Audio
| Audiobooki | Superprodukcja audio |
| --- | --- |
| - Chłopki. Opowieść o naszych babkach – Joanna Kuciel-Frydryszak, czyta Maria Peszek - Florystki – Alicja Sinicka, czyta Anna Szawiel, Wydawnictwo W.A.B. - Ludzie z mgły – Izabela Janiszewska, czyta Filip Kosior - Rodzina Monet. Królewna, tom 2, część 1 – Weronika Anna Marczak, czyta Zuzanna Pawlukiewicz-Jaworska - Przędza. W poszukiwaniu wewnętrznej wolności – Natalia de Barbaro, czyta Maja Ostaszewska | - Przygody Baltazara Gąbki – Stanisław Pagaczewski - Fucking Monterosa – Anna Kazejak, Filip Kasperaszek i Ewa Rozenbajgier - Mierzeja 2. Ostatni przypływ – Wojtek Miłoszewski i Zygmunt Miłoszewski - Skóra – Katarzyna Janiszewska - Stacja – Jakub Szamałek |
| Podcast | |
| - Kryminatorium. Mordercy PRL – Marcin Myszka - Dialogi Waginy i Penisa 2 – Jagna Kaczanowska, Beata Biały i Andrzej Gryżewski - Egzorcyzmy. Przerażająca historia Anneliese Michel – Mikołaj Kołyszko - Kieruj się w kosmos – Jarosław Juszkiewicz - Profiler – Jolanta Gwardys i Jan Gołębiowski | |

### Odkrycia Empiku
| Literatura | Muzyka |
| --- | --- |
| - Małgorzata Lebda – Łakome - Grzegorz Bogdał – Idzie tu wielki chłopak - Maria Halber – Strużki - Łukasz Krukowski – Mam przeczucie - Agnieszka Pajączkowska – Nieprzezroczyste. Historie chłopskiej fotografii | - Kathia – Przestrzeń - Asster – Mowa węży - Dawid Grzelak i mop – Warszawa Dawidy - ta Ukrainka – Zgrzyt - Dawid Tyszkowski – Mój kot zaginął i już raczej nie wróci |
| Film | |
| - Kordian Kądziela i Maciej Buchwald – 1670 - Piotr Biedroń – W nich cała nadzieja - Grzegorz Dębowski – Tyle co nic - Paweł Maślona – Kos - Kamila Tarabura i Katarzyna Warzecha – Absolutni debiutanci         | |

### Twórcy roku
| Artystka/artysta muzyczny roku | Internetowy twórca roku |
| --- | --- |
| - Lana Del Rey - Avi - Daria Zawiałow - Depeche Mode - Kortez - Kwiat Jabłoni - Måneskin - Metallica - Męskie Granie Orkiestra - Polska Wersja - PRO8L3M - ReTo - Sanah - Taco Hemingway - The Rolling Stones | - Adam Mirek - Alicja Defratyka - Doktor z TikToka - Dudek o historii - Globstory - Ola Żebrowska - ORB - Podcastex - Rozkoszny - Ubrania do oddania |
| Pisarka/pisarz roku | |
| - Aleksandra Negrońska - Weronika Ancerowicz - Joanna Balicka - Natalia de Barbaro - Jacek Bartosiak - Justyna Bednarek - Elżbieta Cherezińska - Harlan Coben - Róża Hajkuś - Izabela Janiszewska - Aleksander Kaczorowski - Toshikazu Kawaguchi - Joanna Kuciel-Frydryszak - Camilla Läckberg - Marta Łabęcka - Andrzej Maleszka - Weronika Anna Marczak - Jennette McCurdy - Urszula Młodnicka - Remigiusz Mróz - Katarzyna Nosowska - B.A. Paris - Valérie Perrin - Alicja Sinicka - Jakub Żulczyk | |